# محمد عطیه (بازیکن فوتبال)
محمد عطیه (انگلیسی: Mohammed Attiyah؛ زادهٔ ۱۵ ژوئن ۱۹۹۲) یک ورزشکار اهل عربستان سعودی است.
از باشگاه‌هایی که در آن بازی کرده‌است می‌توان به باشگاه فوتبال نجران عربستان سعودی و باشگاه فوتبال الشعله عربستان سعودی اشاره کرد.